# Ansor Kawasaschwili
Ansor Amberkowitsch Kawasaschwili (russisch Анзо́р Амберкович Кавазашви́ли, georgisch ანზორ ყავაზაშვილი/Ansor Qawasaschwili; * 19. Juli 1940 in Batumi) ist ein ehemaliger sowjetischer Fußballtorhüter, -trainer und Sportfunktionär georgischer Herkunft.
Ende der 1960er und Anfang der 1970er Jahre war Kawasaschwili einer der besten Torhüter der Welt, stand aber in der Sbornaja im Schatten des Jahrhunderttorhüters Lew Jaschin. Dennoch wurde er bei beiden gemeinsamen Weltmeisterschaften 1966 und 1970  im Wechsel mit Jaschin eingesetzt. Auf Vereinsebene spielte er hauptsächlich für die beiden Moskauer Rivalen Spartak und Torpedo, mit beiden Mannschaften gewann er je einmal den Pokal, wie die Meisterschaft der UdSSR. Zudem wurde er zweimal sowjetischer Torhüter des Jahres. Nach seiner aktiven Zeit trainiert er neben dem Drittligisten Spartak Kostroma die U-19-Auswahl der RSFSR, sowie die Nationalmannschaften Tschads und Guineas und war als Funktionär im russischen Fußballverband tätig. Nach dem Ende der Sowjetunion kandidierte er mehrfach erfolglos für das Präsidentenamt des russischen Fußballverbandes und ist heute als Geschäftsmann, sowie als Fußballexperte für verschiedene russische Medien tätig.
Kawasaschwili wurde in der Fußballschule von Dinamo Tiflis ausgebildet, für die erste Mannschaft des Clubs gab er 1957 sein Erstligadebüt, blieb aber lediglich zweiter Ersatzmann und wechselte nach lediglich fünf weiteren Einsätzen in bis 1959 zur Saison 1960 als Stammtorhüter zu Zenit Leningrad. Nach nicht ganz einem Jahr wechselte er in die Hauptstadt zum damaligen Spitzenclub Torpedo, wo er allerdings die ersten beiden Jahre lediglich Ersatzmann blieb. Erst 1963 wurde er Stammkraft und ihm gelang bald der Durchbruch; 1965 und 1967 wurde er jeweils vor Lew Jaschin zum sowjetischen Torhüter des Jahres gewählt, gleichzeitig stieg er zur Nummer zwei im Tor der Nationalmannschaft auf und konnte sogar Jaschin zeitweise aus dem Tor verdrängen. 1969 wechselte zum Stadtrivalen Spartak, um 1972 seine Karriere beim Zweitligisten Torpedo Kutaissi ausklingen zu lassen. 
Als Kawasaschwili 1974 den unterklassigen Club Spartak aus Kostroma trainierte, kam er zu drei weiteren Einsätzen im Tor als Ersatzmann. 

## Nachweise
- Einsätze für Nationalmannschaft und Daten für internationale Turniere nach: „Spielerprofil Kawasaschwilis“,  In: Spornaja Rossii po Futboly, abgerufen und Stand: 31. März  2010 (russisch).
- Ligaeinsätze und Transferdaten nach: „Anzor KAVAZASHVILI (Memento vom 2. März 2009 im Internet Archive)“,  In: Spielerdatenbank von Spartak Moskau, abgerufen und Stand: 31. März  2010 (russisch).

1. ↑  Anton Tretjak: Ne sygrawschi w polufinale. In: Championat.ru. 19. Juli 2009, archiviert vom Original (nicht mehr online verfügbar) am 23. Juli 2009; abgerufen am 31. März 2010 (russisch).

| Personendaten    | Personendaten                                                                                  |
| ---------------- | ---------------------------------------------------------------------------------------------- |
| NAME             | Kawasaschwili, Ansor                                                                           |
| ALTERNATIVNAMEN  | Кавазашвили, Анзор Амберкович (russisch); ყავაზაშვილი, ანზორ (georgisch); Qawasaschwili, Ansor |
| KURZBESCHREIBUNG | sowjetischer Fußballtorhüter, -trainer und Sportfunktionär                                     |
| GEBURTSDATUM     | 19. Juli 1940                                                                                  |
| GEBURTSORT       | Batumi                                                                                         |